# Czarny Bór (rejon smorgoński)
Czarny Bór (biał. Чорны Бор; ros. Чёрный Бор) − chutor na Białorusi, w obwodzie grodzieńskim, w rejonie smorgońskim, w sielsowiecie Żodziszki.

## Historia
W czasach zaborów w gminie Smorgonie, w powiecie oszmiańskim, w guberni wileńskiej Imperium Rosyjskiego.
W latach 1921–1945 osada leżała w Polsce, w województwie wileńskim, w powiecie oszmiańskim, w gminie Smorgonie.
W 1931 wieś w 1 domu zamieszkiwało 6 osób.
Wierni należeli do parafii rzymskokatolickiej w Daniszewie. Miejscowość podlegała pod Sąd Grodzki w Smorgoniach i Okręgowy w Wilnie; właściwy urząd pocztowy mieścił się w Smorgoniach.
Po II wojnie światowej w granicach Związku Sowieckiego. Od 1991 w niepodległej Białorusi.